# Ermistu
Ermistu – wieś w Estonii, w prowincji Parnawa, w gminie Tõstamaa. Na zachód od wsi znajduje się dziewiąte co do wielkości jezioro w Estonii Ertismu.